# دولت دوم نوری مالکی
دولت دوم نوری مالکی به دولتی گفته می‌شود به نخست‌وزیری نوری مالکی که از دسامبر ۲۰۱۰ تا سپتامبر ۲۰۱۴ زمام امور کشور عراق را در دست داشت. در پی برگزاری انتخابات مجلس عراق (۲۰۱۰) و انتخاب مجدد نوری مالکی توسط مجلس نمایندگان عراق به عنوان نخست‌وزیر جدید و مسئول تشکیل کابینه، نوری مالکی پس از ۷ ماه توانست کابینه جدید خودش را معرفی و پس از تأیید مجلس نمایندگان عراق، تثبیت کند. در این دولت نوری مالکی از حضور ۲۹ وزیر از گروه‌های مختلف مذهبی عراق استفاده کرد.
از وقایع مهم این دوره می‌توان به تحویل مسئولیت برقراری امنیت در عراق، از نیروهای آمریکایی به نیروهای امنیتی عراقی از تاریخ ۱۵ دسامبر ۲۰۱۱ اشاره کرد. دو هفته پس از این رویداد، نیروهای آمریکایی پس از ۸ سال و ۹ ماه، خاک عراق را ترک کردند. در آن روز نوری مالکی با ایراد یک سخنرانی، این رویداد را جشنی برای ملت عراق عنوان کرد و آن روز را «روز عراق» نامگذاری کرد.